# Celeste Plaková
Celeste Plaková (nepřechýleně Plak; 26. října 1995, Tuitjenhorn) je nizozemská volejbalistka a reprezentantka ve volejbale. V reprezentaci i klubu hraje na pozici smečařky.
Po otci je surinamského původu. Její mladší bratr Fabian Plak je také nizozemským volejbalovým reprezentantem.
Volejbalu se věnuje od šesti let a je absolventkou sportovní školy Johan Cruyff Institute. V nizozemském národním týmu debutovala roku 2012 a stala se první černoškou v reprezentační historii. Startovala na mistrovství světa ve volejbale žen 2014 a na olympiádě 2016.

## Týmové úspěchy
Nizozemský pohár:
- 2013

Mistrovství Nizozemska:
- 2014

Italský pohár:
- 2016, 2018, 2019

Mistrovství Itálie:
- 2017
- 2018, 2019

Italský superpohár:
- 2017

Liga mistryň CEV:
- 2019[4]

## Úspěchy v národním týmu Nizozemska
Volley Masters Montreux:
- 2015

Mistrovství Evropy:
- 2015, 2017
- 2023

Světová Grand Prix:
- 2016

## Individuální ocenění
- 2016: Nejlepší hráčka (MVP) ve finále Italského poháru